# Сильва, Эктор
Эктор Хесус Сильва (исп. Hector Jesús Silva; 1 февраля 1940, Монтевидео — 30 августа 2015, Монтевидео) — уругвайский футболист, участник чемпионатов мира (1962, 1966).

## Биография

### Клубная карьера
Сильва начал карьеру в клубе «Данубио», в котором отыграл пять сезонов с 1958 по 1963 годы. Затем он перешёл в «Пеньяроль», где играл 6 сезонов и выиграл 4 чемпионских титула, а также Кубок Либертадорес 1965 года и Межконтинентальный кубок 1966 года.
В 1970 году перешёл в бразильский «Палмейрас», с которым в 1972 году выиграл чемпионат Бразилии и Лигу Паулиста. В последующие годы Сильва играл в эквадорском «ЛДУ Кито» (1972), бразильской «Португезе» (1972―1973), а затем вернулся в «Данубио», в котором играл до 1975 года и завершил игровую карьеру.

### Карьера в сборной
В составе сборной Уругвая был участником ЧМ-1962 и ЧМ-1966. Всего за сборную Уругвая сыграл 29 матчей, в которых забил 7 голов.

### Смерть
Скончался 30 августа 2015 года в Монтевидео в возрасте 75 лет.

## Достижения
«Пеньяроль»
- Чемпион Уругвая (4): 1964, 1965, 1967, 1968
- Обладатель Кубка Либертадорес (1): 1965
- Обладатель Межконтинентального кубка (1): 1966
- Суперкубок межконтинентальных чемпионов (1): 1969

 «Палмейрас»
- Чемпион Бразилии (1): 1972
- Чемпион штата Сан-Паулу (1): 1972